# Pottsville, Pennsylvania
Pottsville là một thành phố thuộc quận Schuylkill, tiểu bang Pennsylvania, Hoa Kỳ. Năm 2010, dân số của xã này là 14324 người.